# Алексей Гончарук
Алексей Валериевич Гончарук (на украински: Олексій Валерійович Гончарук; роден на 7 юли 1984 г., Жмеринка, област Виница, Украинска ССР, СССР) – украински държавник и политик, юрист.
Министър-председател на Украйна от 29 август 2019 г. до 4 март 2020 г. Заместник-ръководител на кабинета на президента на Украйна от 21 май до 29 август 2019 г.